# Stemma del Sudan del Sud
Lo stemma del Sudan del Sud è stato adottato nel luglio del 2011 in seguito all'indipendenza del Paese dal Sudan. È stato approvato dal gabinetto del Governo Autonomo del Sudan del Sud nell'aprile 2011, dopo essere stato appoggiato dall'Assemblea Legislativa del Sudan del Sud.
Nell'emblema è raffigurata un'aquila pescatrice africana dietro uno scudo e due lance incrociate. L'aquila guarda alla sua destra con le ali aperte e tiene tra i suoi artigli un cartiglio con su scritto il nome del paese. L'aquila simboleggia la forza, la capacità di resistenza, mentre lo scudo e le lance rappresentano la protezione del nuovo Stato.